# NGC 2884
NGC 2884 (również PGC 26773) – galaktyka spiralna (S0-a), znajdująca się w gwiazdozbiorze Hydry. Odkrył ją Heinrich Louis d’Arrest 27 lutego 1865 roku.